# Anthi Marina
Die Anthi Marina war eine Fähre der griechischen GA Ferries, die 1980 als Spirit of Free Enterprise für die britische Reederei Townsend Thoresen in Dienst gestellt wurde. Sie blieb bis 2008 in Fahrt und ging 2012 zum Abbruch ins türkische Aliağa.

## Geschichte
Die Spirit of Free Enterprise wurde als erstes von insgesamt drei Schwesterschiffen bei Schichau Unterweser in Bremerhaven für die britische Reederei Townsend Thoresen gebaut und am 21. Juli 1979 seitwärts vom Stapel gelassen. Nach der Ablieferung am 11. Januar 1980 wurde das Schiff am 14. Januar auf der Strecke von Dover nach Zeebrugge in Dienst gestellt. Die Schwesterschiffe der Spirit of Free Enterprise waren die 1987 vor Zeebrugge gekenterte Herald of Free Enterprise sowie die 2015 in Alang abgewrackte Pride of Free Enterprise.
Nach der Auflösung von Townsend Thoresen wurde die Spirit of Free Enterprise im Oktober 1987 wie alle Schiffe der Reederei von P&O European Ferries übernommen und in Pride of Kent umbenannt.
Am 7. Dezember 1991 traf die Pride of Kent in Palermo ein, um dort von Fincantieri umgebaut zu werden. Dabei wurde das Schiff von 131,96 auf 163,39 Meter verlängert. Die Tonnage erhöhte sich von 7.951 auf 20.446 Bruttoregistertonnen. Im Juni 1992 kehrte die Pride of Kent in den Dienst zurück und wurde fortan auf der Strecke von Dover nach Calais eingesetzt. 
In den folgenden Jahren wurde das Schiff zweimal umbenannt. Im Dezember 1998 während seiner seit März andauernden Dienstzeit für die P&O Stena Line in P&OSL Kent und 2002 anlässlich der Gründung von P&O Ferries in PO Kent.
Im Juni 2003 wurde die PO Kent ausgemustert und zum Verkauf angeboten. Neuer Eigner wurde im Juli 2003 die griechische Reederei GA Ferries, die das Schiff in Anthi Marina umbenannten. Neues Einsatzgebiet wurde ab Dezember 2003 die Strecke von Piräus über Kos nach Rhodos.
Am 18. September 2008 wurde die Anthi Marina als größtes Schiff von GA Ferries wegen finanzieller Schwierigkeiten in Piräus aufgelegt. Im September 2011 wurde das Schiff nach Eleusis verlegt und dort weiter aufgelegt, nachdem die Reederei aufgelöst worden war. Im Februar 2012 wurde die Anthi Marina an eine türkische Abwrackwerft verkauft und am 31. März 2012 nach Aliağa geschleppt, wo im April der Abbruch begann.